# Ilariónovka (Krasnodar)
Ilariónovka (del ruso: Илларионовка) es un seló del distrito de Ádler de la unidad municipal de la ciudad-balneario de Sochi, en el krai de Krasnodar de Rusia, en el sur del país (Cáucaso occidental). Está situado en los montes entre el Bolshaya Josta, por el este, y el Málaya Josta, 13 km al este de Sochi y 176 km al sureste de Krasnodar. Tenía 439 habitantes en 2010.
Pertenece al municipio Kudepstinski.